# Символи на планети
Символ на планета или планетарен символ е графичен символ, използван в астрологията и астрономията за представяне на класическа планета (видима с невъоръжено око), включително Слънцето и Луната или една от съвременните планети. Символите са използвани и в алхимията за представяне на металите, свързани с планетите, и в календарите за свързаните с тях дни. Използването на тези символи произлиза от класическата гръко-римска астрономия, въпреки че сегашните им форми произлизат от XVI век.

## Класически планети
Класическите планети, техните символи, дни и най-често свързвани планетарни метали са:
| Класическа планета | Луна       | Меркурий | Венера | Слънце | Марс    | Юпитер    | Сатурн |
| Символ             | ☾          | ☿        | ♀      | ☉      | ♂       | ♃         | ♄      |
| Ден                | понеделник | сряда    | петък  | неделя | вторник | четвъртък | събота |
| Метал              | сребро     | живак    | мед    | злато  | желязо  | калай     | олово  |

## Планети
Международният астрономически съюз (IAU) обезсърчава използването на тези символи в съвременни статии на списания и тяхното ръководство за стил предлага съкращения от една – две букви за имената на планетите за случаите, когато могат да се използват планетарни символи, като например в заглавията на таблици. Съвременните планети с техните традиционни символи и IAU съкращения са:
| Планета       | Меркурий | Венера | Земя | Марс | Юпитер | Сатурн | Уран | Нептун |
| Символ        | ☿        | ♀      | 🜨    | ♂    | ♃      | ♄      | ⛢    | ♆      |
| Инициал (IAU) | Me       | V      | E    | Ma   | J      | S      | U    | N      |

## Символика
Символите на Венера и Марс също се използват за представяне на женски и мъжки пол в биологията след конвенция, въведена от Карл Линей през 50-те години на XVIII.

### Земя
Земята е една от класическите планети, тъй като „планетите“ по дефиниция са „скитащи звезди“, каквито се виждат от земната повърхност. Статутът на Земята като планета е следствие от хелиоцентризма през XVI век. Независимо от това, има прехелиоцентричен символ за света, който сега се използва като планетарен символ за Земята. Това е кръг, пресечен от хоризонтална и вертикална линия, представляващ света, разделен от четири реки на четирите части на света (често превеждани като четирите „ъгъла“ на света): 🜨. Остарял вариант само с хоризонталната линия е 🜔.

### Меркурий
Символът ☿ за Меркурий е кадуцей (тояга, преплетена с две змии), символ, свързван с Меркурий/Хермес през древността. Известно време след XI век в долната част на жезъла е добавен кръст, за да изглежда по-християнски. Ранни форми се срещат и в средновековните византийски кодекси, които съхраняват хороскопи.

### Венера
Символът ♀ за Венера се състои от кръг с малък кръст под него. Тълкува се като изображение на ръчното огледало на богинята, което може също да обясни връзката на Венера с планетарния метал мед, тъй като огледалата в древността са били направени от полирана мед (сплав), въпреки че това не е сигурно.

### Марс
Символът ♂ за Марс е изображение на кръг със стрелка, излизаща от него, сочеща под ъгъл в горния десен ъгъл в Европа и в горния ляв ъгъл в Индия. Като астрологичен символ представлява планетата Марс.